# Skiftech
Skiftech — український виробник тактичних симуляторів на основі лазерних технологій. На обладнанні компанії тренуються військовослужбовці Збройних Сил, Національної гвардії, Державної Прикордонної Служби, Сил Спеціальних Операцій та інших державних організацій України. 
На тактичних симуляторах Skiftech може тренуватися піхота, штурмові бригади, снайпери, військові інженери, бійці-парамедики, військова та спеціальна розвідка, командний склад.
У вересні 2023 року тактичні симулятори Skiftech включили у каталог Incredible Tech, у сектор компаній DefenceTech, який розробила Асоціація IТ Ukraine у співпраці з Міністерством Цифрової Трансформації України. Також виробник входить у  путівник Military-tech компаній від видання DOU. 

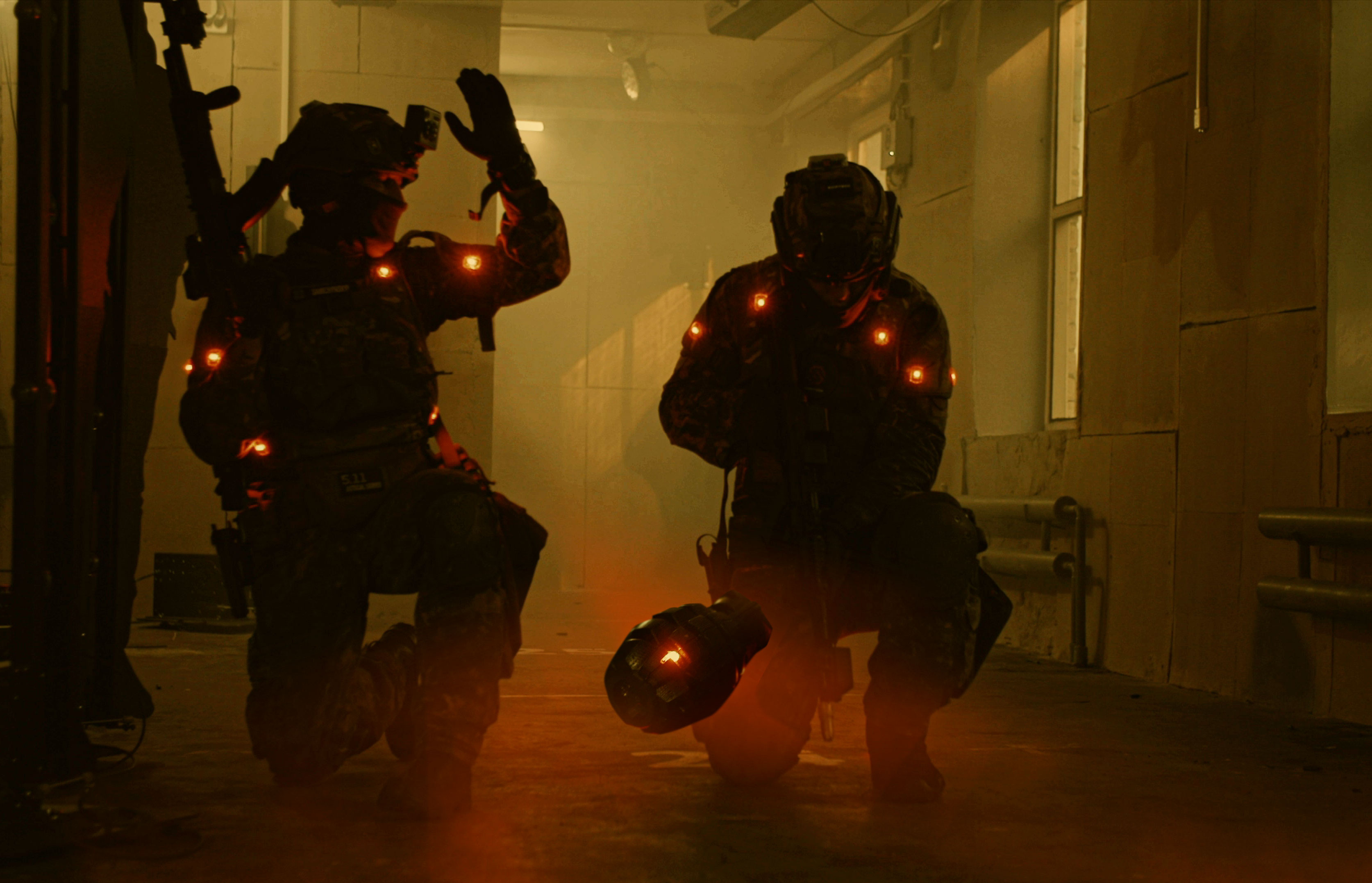
Лазерні технології в тренуванні

## Діяльність компанії

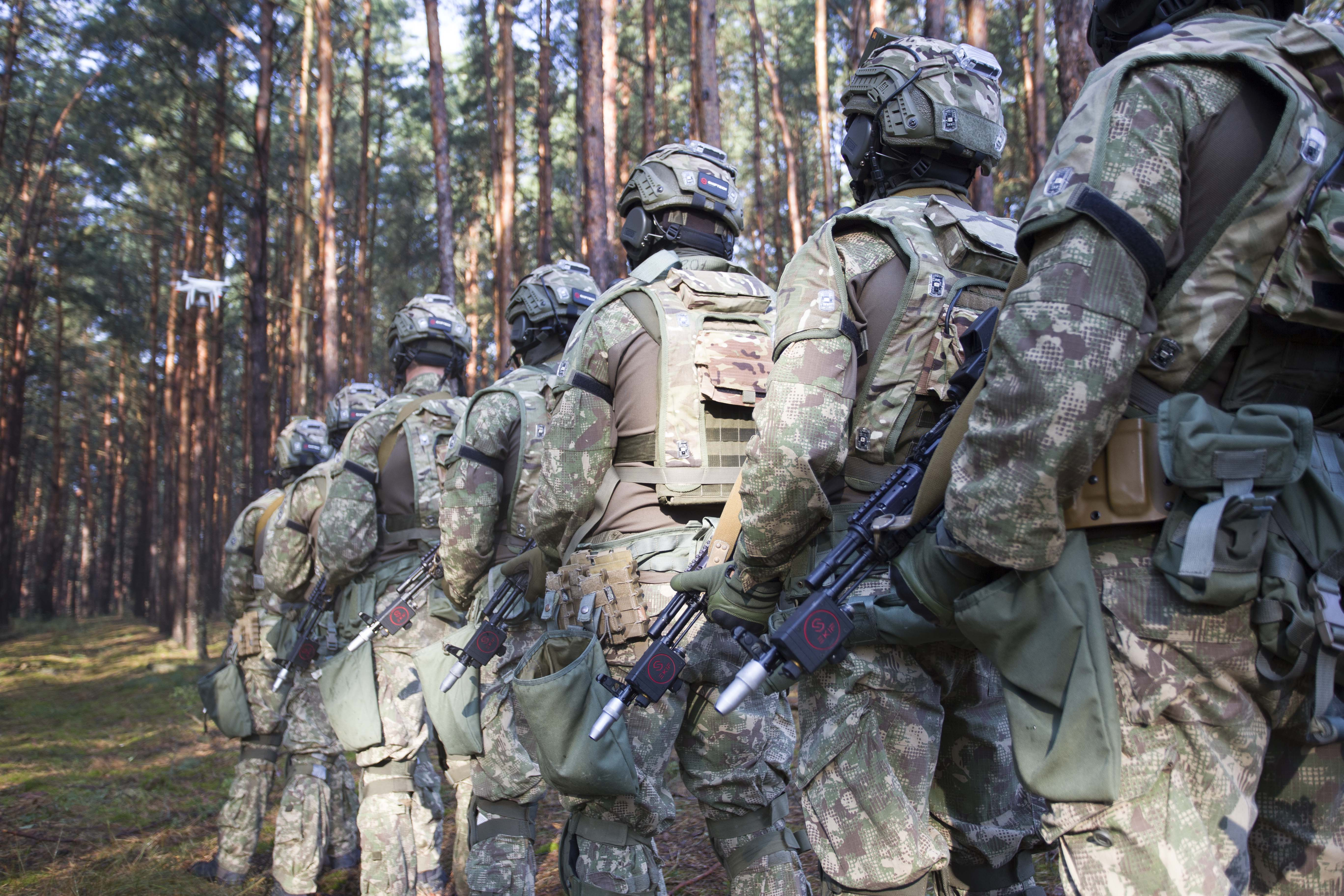
Тренування військових з тактичними симуляторами Skiftech

Виробництво повного циклу тактичних симуляторів: від корпусу та електроніки, до програмного забезпечення. 
Лазерні тренажери Skiftech виробляються для різних груп військ: бронемашин (танків, БТР, БМП тощо), артилерії, мінометів, ПТРК, ПЗРК та вибухових пристроїв. Тренування може проходити практично з усіма видами підрозділів Сухопутних військ одночасно, на одному полігоні, бо все обладнання обʼєднано програмою в одну екосистему. Сьогодні компанія має найбільший портфель продукції серед виробників тактичних симуляційних систем на основі лазер-технологій у світі. 
Обладнання Skiftech встановлюється на штатній зброї або бойовій техніці, що дозволяє проводити навчання в умовах наближених до реального бою.
На тактичних симуляторах можна займатись круглий рік, обладнання працює при температурі від -10 до +50 С. 

## Історія
Skiftech застосовує свій досвід у глобальному бізнесі з лазертаг-обладнання, що працює у понад 2000 проєктах у більше ніж 70  країн світу. 
У 2013 році до команди, що мала експертизу з виробництва комерційного лазертаг-обладнання звернулись військові інструктори Військового інституту танкових військ НТУ «ХПІ» у Харкові з запитом створення тренування для військових із залученням лазертагу. Спеціалісти почали  вивчати напрям military tech та проєктувати перші прототипи тактичних симуляторів, так у компанії зʼявився напрям військових технологій.  Через рік компанія зробила своє перше відвантаження тактичних симуляторів, а з 2017 – робить регулярні постачання обладнання для тренування підрозділів ЗСУ.  У тому ж році за підтримки Міністерства Енергетики США були реалізовані проєкти з  постачання тактичних тренажерів Skiftech для навчання нацгвардійців, які несуть службу на атомних станціях  в Україні. 
Компанія родом з Харкова, проте з початку повномасштабного вторгнення релокував виробництво та команду на захід України. 
У лютому 2023 року представництво Український виробник тактичних симуляторів на основі лазерних технологій Skiftech у США вперше взяла участь у події Soldiers Touch Point в США – показ та тестування обладнання військовослужбовцями американської армії для отримання зворотного звʼязку. 